# Le Gros Cube hashtag2
Le Gros Cube #2 ist ein Jazzalbum von Alban Darche & Le Gros Cube. Die im Januar 2020 im Peninsula Studio, Sarzeau, entstandenen Aufnahmen erschienen am 5. März 2021 auf Yolk Records.

## Hintergrund
Ein erstes Album mit seiner 14 Musiker umfassenden Formation Le Gros Cube hatte Alban Darche 2005 bei Yolk Records veröffentlicht, La Martipontine. Weitere Alben folgten, zuletzt 2013 in Bigband-Besetzung Alban Darche & le Gros Cube présentent Queen Bishop. Zu den mitwirkenden Musikern gehörten Geoffroy Tamisier, Daniel Casimir, Matthieu Donarier, Sylvain Rifflet, Nathalie Darche und Sébastien Boisseau. Für Le Gros Cube #2, das Darche mit einer 17-köpfigen Big Band einspielte, stellte er eine internationale Besetzung zusammen, darunter Loren Stillman, Jon Irabagon, Jean-Paul Estiévenart, Samuel Blaser und Sébastien Boisseau. Neben den schon länger der Big Cube Band verbundenen Musikern wie Matthieu Donarier, Gilles Coronado und Jean-Louis Pommier hat sich das Orchester, in dem die Klangfarbe stark von den Blechbläsern dominiert wird, erheblich verändert. Darche griff auch auf junge Musiker zurück, wie die Schweizer Pianistin Marie Krüttli und den Tubisten Matthias Quilbault.

## Titelliste

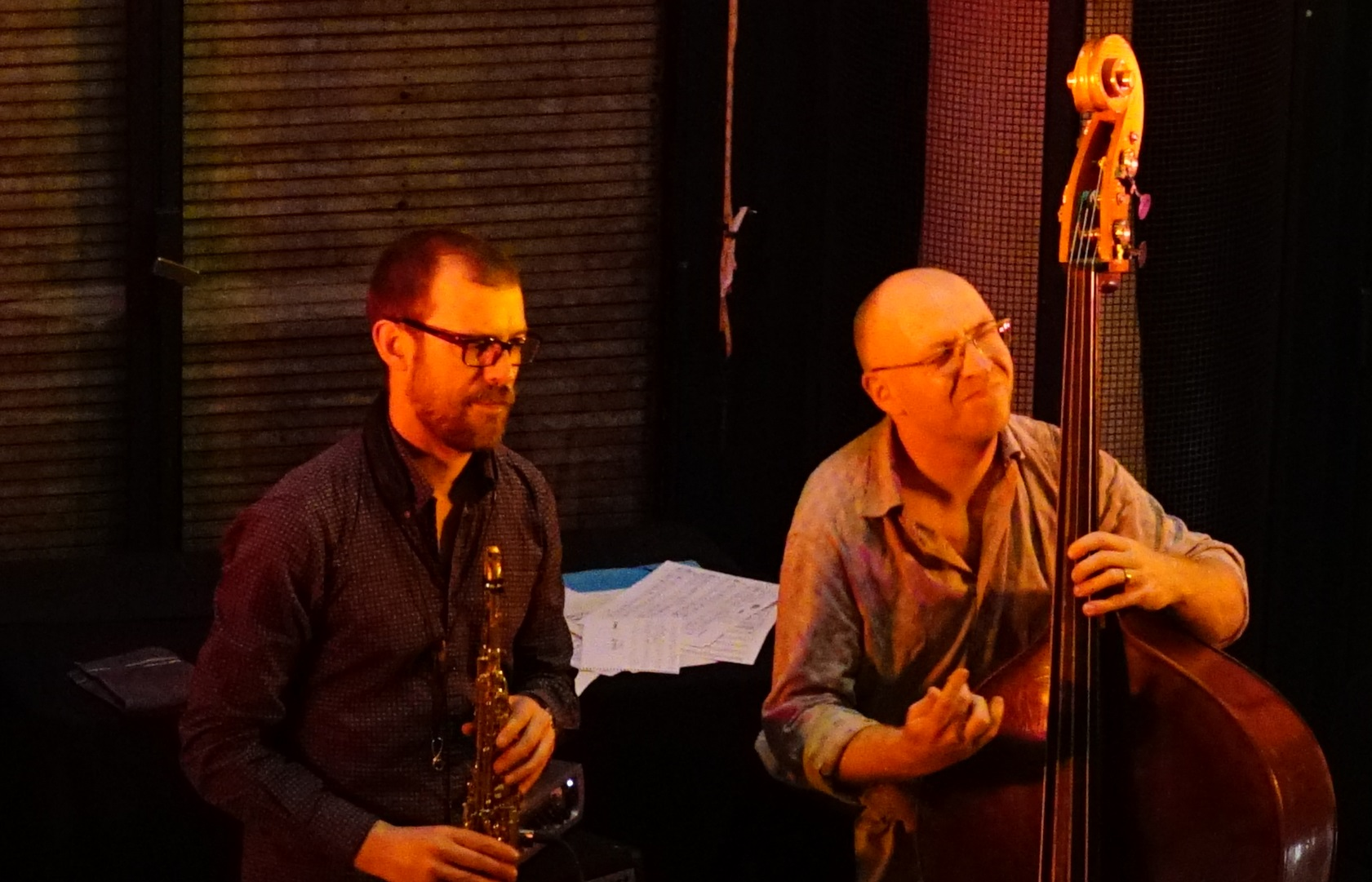
Sébastien Boisseau und Matthieu Donarier bei einem Auftritt in Reims 2015

- Alban Darche & Le Gros Cube: Le Gros Cube #2

1. À la bougie – 6:44 – Solisten: A. Darche, J. Irabagon
2. Ping-Pong – 4:36 – Solisten: L. Stillman, C. Lavergne, A.Darche, M.Donarier,
3. Arcane XV – le DiaBle – 8:46 – Solisten: A. Darche, G. Tamisier, O. Laisney
4. Arcane XVIIII – le Soleil – 3:35 Solist: M. Donarier
5. Le mort joyeux – 03:51 – Solist: M. Krüttli
6. Beauty and Sadness II – 4:11 – Solisten: G. Coronado, S. Boisseau
7. Le chemin (Vertueux) – 6:49 – Solisten: A. Darche, J. Fedchock / J.L. Pommier / S. Blaser, L. Stillman, O. Laisney
8. L’oiseau qu’on voit chante sa plainte – 3:34
9. Arcane XXII – Le Mat – 3:22 – Solist: L. Stillman
10. Le cercle – 04:15 – Solist: A. Darche

Alle Kompositionen stammen von Alban Darche.

## Rezeption
Dave Sumner (Bandcamp Daily) schrieb, Alban Darches zweites Gros-Cube-Album sei eine schöne Erinnerung daran, dass die faszinierenden Exzentrizitäten, die Darches Musik kennzeichnen, auf ihre Weise eine Erweiterung der Jazztradition darstellen. Die aktuelle Inkarnation seines Ensembles habe kühne harmonische Wellen und Melodien, die sich bis zum Horizont erstrecken, kanalisiert sie auch die skurrilen Wendungen und unorthodoxen Kadenzverschiebungen, die seine Musik charakterisieren.
Nach Ansicht von Georges Tonla Briquet (Jazz Halo) kann man Alban Darche als unruhige, aber suchende Seele bezeichnen, die gerne neue Möglichkeiten entdeckt. Er habe dies bereits mit Formationen wie Le Cube Trio und JASS getan, sowie in einer ersten und danach einer erweiterten Version von Le Gros Cube und L’Orphicube.  Der Autor sieht eine Verbindung zur vielseitigen Tradition eines Duke Ellington, aber diese Big Band mit ihrem Repertoire verbinde den Ansatz von Maria Schneider mit einem Hauch von Darcy James Argues Secret Society. Der Anfangstrack „La bougie“, in dem zwei Saxophonisten (Darche und Irabagon) miteinander verflochten sind, umgeben von einer Band, die sie ständig anspornt, setze „sofort die Zündschnur in Brand. Gegenwart und Vergangenheit einerseits und amerikanische und europäische Tradition andererseits kristallisieren sich in messerscharfer Symmetrie heraus“. In „Ping Pong“ sei es Schlagzeuger Christophe Lavergne, der als Unruhestifter diene. "„Arcane XVIIII-Le Soleil“ sei ein weiteres explizites Beispiel dafür, wie traditionelles Design in ein völlig anderes Konzept verwandelt werde.
Franpi Barriaux (Citizen Jazz) erinnert in der Rezension an Darches 16 Jahre zurückliegende Bigband-Formation auf La Martipontine, die damals als „Offenbarung“ galt; dieser Gros Cube wurde als neue Variante des Cube präsentiert, eines Quintetts mit „kulinarischer Autorität“, in dem bereits Sébastien Boisseau, Christophe Lavergne und Geoffroy Tamisier vertreten waren. Bei La Martipontine sei ein einfaches und effektives Rezept angewandt worden, sofort erkennbar: eine feine, gemeißelte Schrift voller Humor und Bilder, wie auch hier im Gros Cube # 2.  Darches großes Talent bestehe darin, sich immer wieder mit gieriger und kindlicher Freude zu erneuern, ohne jemals seine Identität zu verwässern. Le Cros Cube # 2 sei ein greifbarer Beweis dafür, wie ein Faden erkennbar sei, der wie die Ränder eines Würfels zwischen all seinen vergangenen und zukünftigen Orchestern gespannt ist.